# Josef Ulbrich
Josef Ulbrich, též Joseph (23. října 1843 Cheb – 20. srpna 1910 Praha), byl rakouský právník a vysokoškolský pedagog německé národnosti z Čech; rektor Německé univerzity v Praze a poslanec Českého zemského sněmu.

## Biografie
Vystudoval práva na Karlo-Ferdinandově univerzitě. 23. května 1867 získal titul doktora práv a nastoupil na praxi k soudu. Byl auskultantem na vrchním zemském soudu v Praze, od roku 1869 soudním adjunktem na krajském soudu v Českých Budějovicích a roku 1871 přešel coby adjunkt na zemský soud v Praze. Roku 1873 nastoupil k finanční prokuratuře jako adjunkt. Roku 1876 se stal suplentem katedry národohospodářství a obchodní a průmyslové statistiky na německé polytechnice v Praze. Na této škole pak vyučoval až do své smrti jako suplující profesor.
16. února 1876 se habilitoval na Karlo-Ferdinandově univerzitě v Praze. Působil jako soukromý docent všeobecného státního práva. Od 25. září 1879 byl mimořádným a od 11. ledna 1884 řádným profesorem na Německé univerzitě v Praze (do počátku 80. let šlo ještě o společnou česko-německou univerzitu). V roce 1897/1898 zastával post rektora této vysoké školy, byl také dvakrát (1890–1891 a 1906–1907) děkanem její právnické fakulty. Funkci rektora zastával v složité době vypjatého česko-německé konfliktu v souvislosti s tzv. Badeniho jazykovými nařízeními, kdy docházelo k slovním i fyzickým konfrontacím mezi studenty obou národností. V červnu 1897 publikoval v Neue Freie Presse návrh na řešení jazykové otázky v Čechách, ve kterém se připojil k požadavku na administrativní rozdělení země podle národnostních hranic, včetně změn hranic soudních okresů. V roce 1898 obdržel titul dvorního rady. Od roku 1900 byl předsedou výboru spolku Deutscher Verein für Verbreitung gemeinnütziger Kenntnisse. Od roku 1901 byl předsedou zkušební komise pro státovědu. Roku 1904 byl znovu zvolen rektorem Německé univerzity v Praze, ale volbu nepřijal. Od roku 1905 byl předsedou znaleckého sboru pro autorské právo. Byl činný i ve spolku Verein für Geschichte der Deutschen in Böhmen. Napsal mj. Lehrbuch des österreichischen Staatsrechts (Berlín, 1883) nebo Lehrbuch des österreichischen Verwaltungsrechts (Vídeň, 1904). Jeho specializací byla státověda a správní právo.
Z titulu funkce rektora se na přelomu století zapojil i do vysoké politiky. V letech 1897–1898 zasedal coby virilista na Českém zemském sněmu. 18. srpna 1905 byl jmenován doživotním členem Panské sněmovny (nevolená horní komora Říšské rady), kde se připojil k Ústavní straně. Po anexi Bosny roku 1908 zpracoval pro vládu podklady ohledně recepce islámu a islámského práva do právního řádu monarchie.
Zemřel v srpnu 1910 v diakonickém domě v Praze po těžké několikaměsíční nemoci.